# Szemenye
Szemenye község Vas vármegyében, a Vasvári járásban.

## Fekvése
A Kemenesháton található. Irtásfalu jellegéből adódóan határának két fő meghatározója az ökológiailag értékes Farkas-erdő, és a hangulatos szőlőhegy.
A 8-as főút északi oldalán terül el; főutcája a 8438-as út, az köti össze a nyugati szomszédságában fekvő Kámmal is. Külterületén ér véget a Zala vármegyei Batykról induló 7359-es út.

## Története
A vasvári káptalan birtokaként először 1217-ben említik az oklevelekben, de határában a rómaikorból is kerültek elő emlékek. Neve a szomszédságában a 10. században már meglévő (Kaán) vezéri szálláshoz tartozó segédnép települését jelenti. A török időkben elnéptelenedő falut 1757-ben – részben német lakosokkal – újratelepítette az erdőt birtokló sárvári földesúr, ekkor rövid ideig Farkasszentgyörgy néven is szerepelt. Az 1827-ben készült szerény kis kápolna helyén – magánhagyatékból – 1932-ben épült mostani római katolikus műemléktemploma, Szent Vendelnek ajánlva. A hívek 2003-ban öntették újra a világháborúban elvitt harang utódját. A község címerében Szent Vendel látható, ki a pásztorkodást választja a számára felkínált királyi korona helyett.

## Közélete

### Polgármesterei
- 1990–1994: Vámos Ferenc (független)[3]
- 1994–1998: Vámos Ferenc (független)[4]
- 1998–2002: Vámos Ferenc (független)[5]
- 2002–2006: Holler Ferenc (független)[6]
- 2006–2010: Holler Ferenc (független)[7]
- 2010–2014: Holler Ferenc (független)[8]
- 2014–2019: Holler Ferenc (független)[9]
- 2019–2024: Holler Ferenc (független)[10]
- 2024– : Holler Ferenc (független)[1]

## Népesség
A település népességének változása:
| Lakosok száma | 318  | 328  | 320  | 350  | 341  | 339  | 339  |
|               | 2013 | 2014 | 2015 | 2021 | 2022 | 2023 | 2024 |

A 2011-es népszámlálás során a lakosok 95,6%-a magyarnak, 0,7% németnek, 0,3% cigánynak mondta magát (3,7% nem nyilatkozott; a kettős identitások miatt a végösszeg nagyobb lehet 100%-nál). A vallási megoszlás a következő volt: római katolikus 86,9%, református 1,3%, evangélikus 0,3%, görögkatolikus 1%, felekezet nélküli 2% (8,4% nem nyilatkozott).
2022-ben a lakosság 94,7%-a vallotta magát magyarnak, 1,8% németnek, 0,3-0,3% cigánynak, szlovénnek, szerbnek, görögnek és szlováknak, 1,8% egyéb, nem hazai nemzetiségűnek (4,4% nem nyilatkozott; a kettős identitások miatt a végösszeg nagyobb lehet 100%-nál). Vallásuk szerint 52,8% volt római katolikus, 2,1% református, 0,6% evangélikus, 0,3% görög katolikus, 0,3% egyéb katolikus, 6,7% felekezeten kívüli (36,7% nem válaszolt).